# Kamiel Bonneu
Kamiel Bonneu (Hamont-Achel, 1º agosto 1999) è un ciclista su strada belga che corre per il team Intermarché-Wanty; è professionista dal 2022.

## Palmarès

### Strada
- 2022 (Sport Vlaanderen-Baloise, due vittorie)

3ª tappa Giro della Repubblica Ceca (Moravská Třebová > Dlouhé Stráně)
3ª tappa Tour of Britain (Durham > Sunderland)
- 2024 (Team Flanders-Baloise, una vittoria)

3ª tappa Arctic Race of Norway (Tverlandet > Sulitjelma)

## Piazzamenti

### Classiche monumento
- Liegi-Bastogne-Liegi

2022: non partito
2023: 111º
2024: ritirato
2025: ritirato